# Hôtel Dutreil
L’hôtel Dutreil est un hôtel particulier situé à Laval, dans le département de la Mayenne. L'hôtel est situé au 36 quai Béatrix-de-Gavre ; 25 rue Jules-Ferry à Laval.

## Histoire
Ce bâtiment fait l’objet d’une inscription au titre des monuments historiques depuis le 29 mars 1990.